# Archieparchia Mosulu (chaldejska)
Archieparchia Mosulu – archieparchia Kościoła chaldejskiego w Mosulu w północnym Iraku. Powstała jako eparchia w drugiej połowie XVIII wieku, najprawdopodobniej w 1778. Status archieparchii otrzymała w lutym 1967. Podlega bezpośrednio chaldejskiemu patriarsze Bagdadu. 